# 广场舞
广场舞，或称广场健身舞，是一種行進間有氧健身操，是居民自發地以健身為目的在廣場、院壩等開敞空間上進行的富有韻律的舞蹈，通常使用由在大陆的流行民谣、流行音乐等歌曲重混后的电子舞曲作为伴奏，多为徒手健身，也有一小部分手持轻器械，近年被批评嚴重擾民。
广场舞在中国大陆无论南北皆十分普遍，参与者多为經歷過文革世代的中老年人，因此也被视为是一种中国的社会现象。在中国，跳广场舞的中老年婦女经广泛宣传被冠以“广场舞大妈”的名号。而对于广场舞的确切研究，无论在社会学界还体育界目前还没有达成共识。因为广场舞中的高分贝音乐会造成噪音滋扰，许多小区业主及居民反对在小区中进行广场舞；广场舞参与者也逐渐使用无线耳机以避免高音扰民。

## 起源

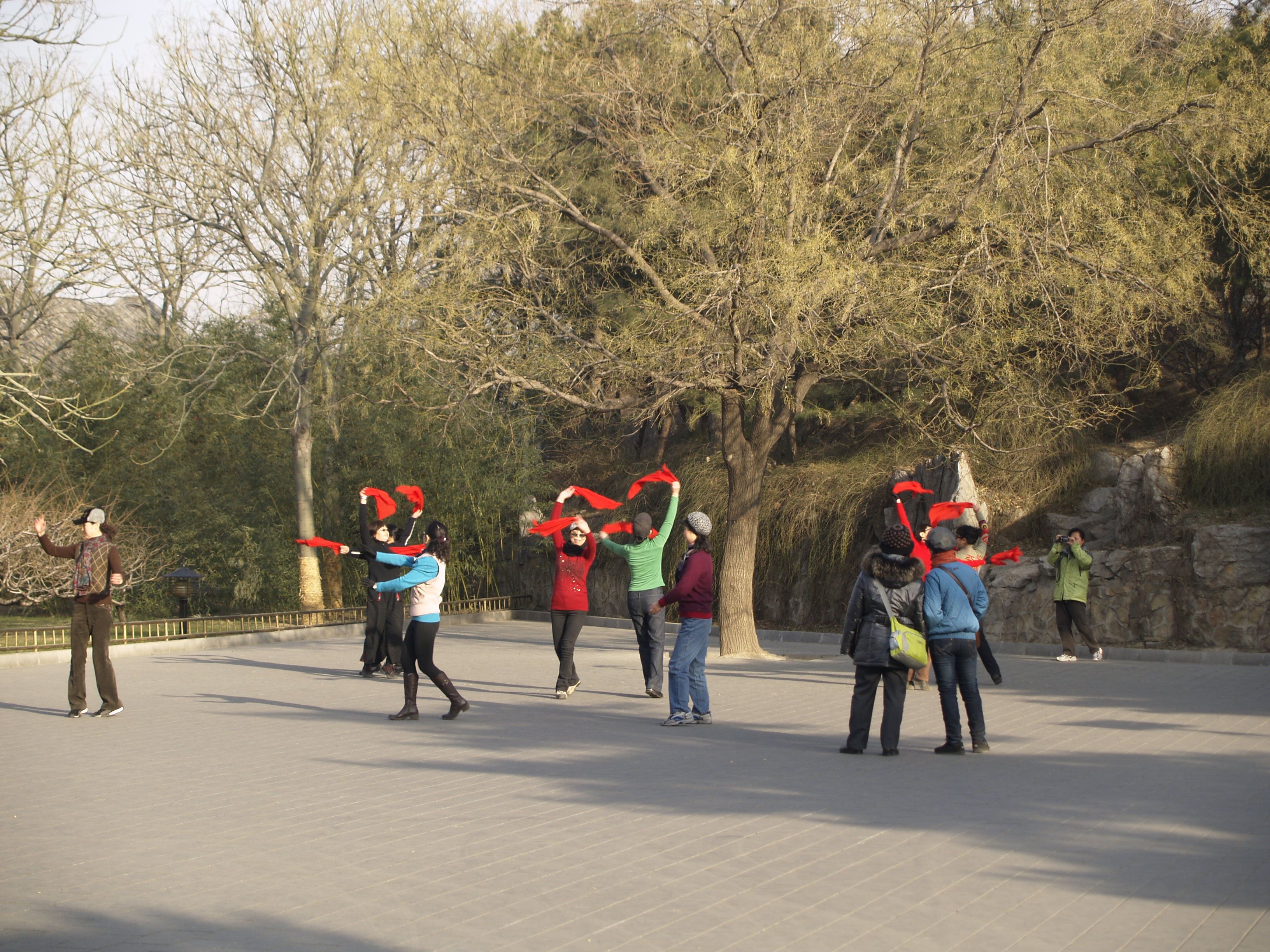
舞蹈形式近似秧歌舞的一種廣場舞

关于广场舞和类似活动的起源说法众多，有研究者甚至将其历史追溯至古代的祭祀活动。其中一种说法是，有文字记载的广场舞可以追溯至战国晚期，是古代统治阶级用来进行宗教祭祀的一种形式和手段，是原始生活和古代社会最为经常的智力活动之一。《管子·轻重己》曾记载“以春日至始，数九十二日，谓之夏至，而麦熟。天子祀于太宗，其盛以麦……”另一种说法是，广场舞起源自近代海外舞蹈的发展。还有人认为广场舞是文革时期忠字舞的延伸。而广场舞中最得到中華人民共和國国家体育总局推荐和推广的佳木斯快乐舞步则是根据秧歌舞的灵感而编排的。
2015年3月23日，中华人民共和国国家体育总局宣布，将在全国范围内推出由专家创编、适合不同人群的12套广场健身操舞优秀作品，并对其进行推广和培训，其中包括《小苹果》和《最炫民族风》两首脍炙人口的歌曲。

## 参与群体

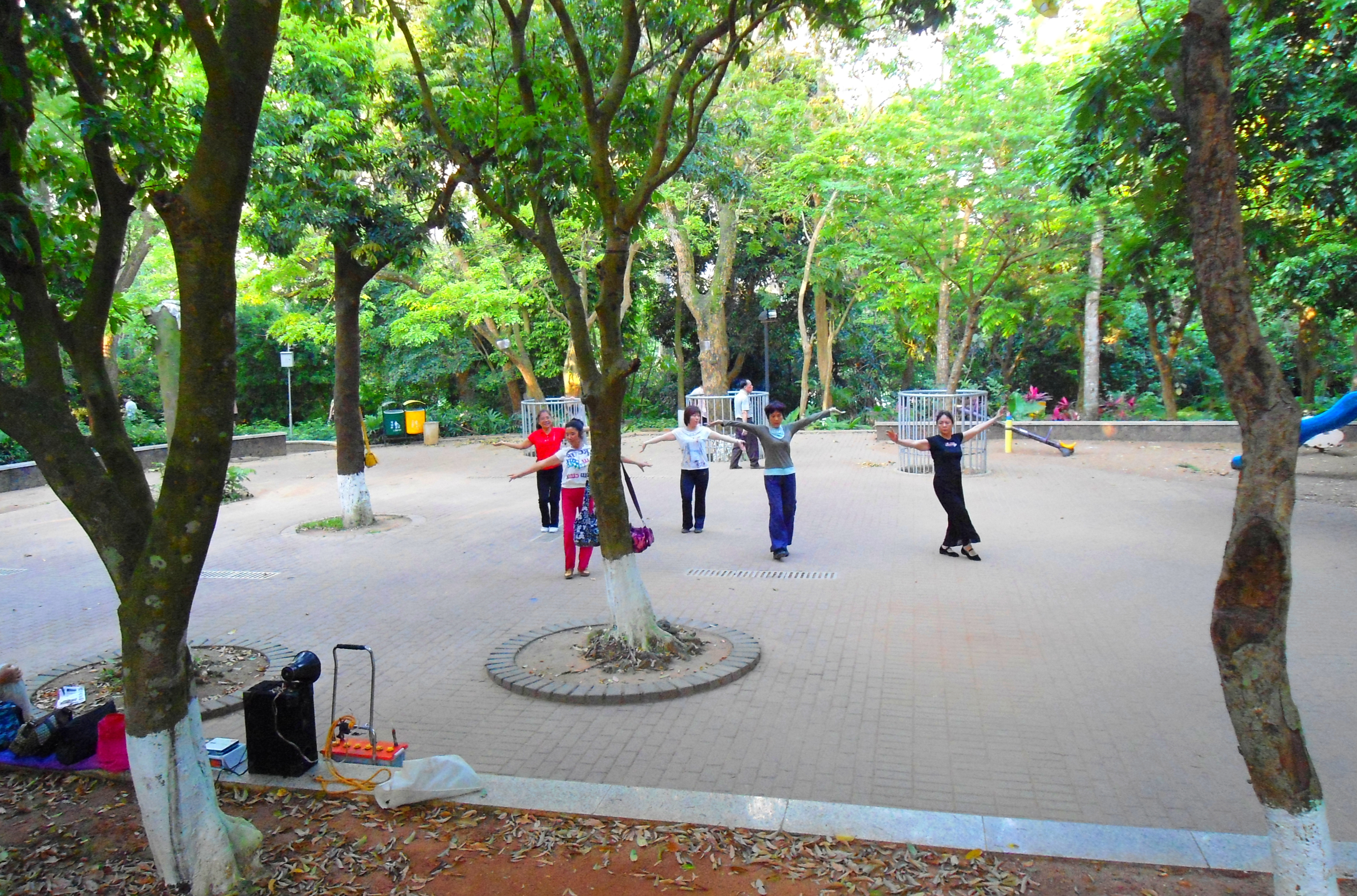
中老年婦女為跳廣場舞的主要群體

有研究者以武汉市为例，对中国大陆的广场舞活动进行了研究，认为参与广场舞者大部分年龄在45至65岁之间的中老年人，属于中年人和年轻的老年人群体，65岁以上的参与广场舞的老年人并不多。在广场舞的参与者以女性居多。同时，参与广场舞的中老年人中，有八成的参与者表示喜欢跳广场舞，而他们参与广场舞的动机又各不一样，以健身目的居多。中老年人参与广场舞具有练习次数多、持续时间长的特点。

## 开展地点和条件

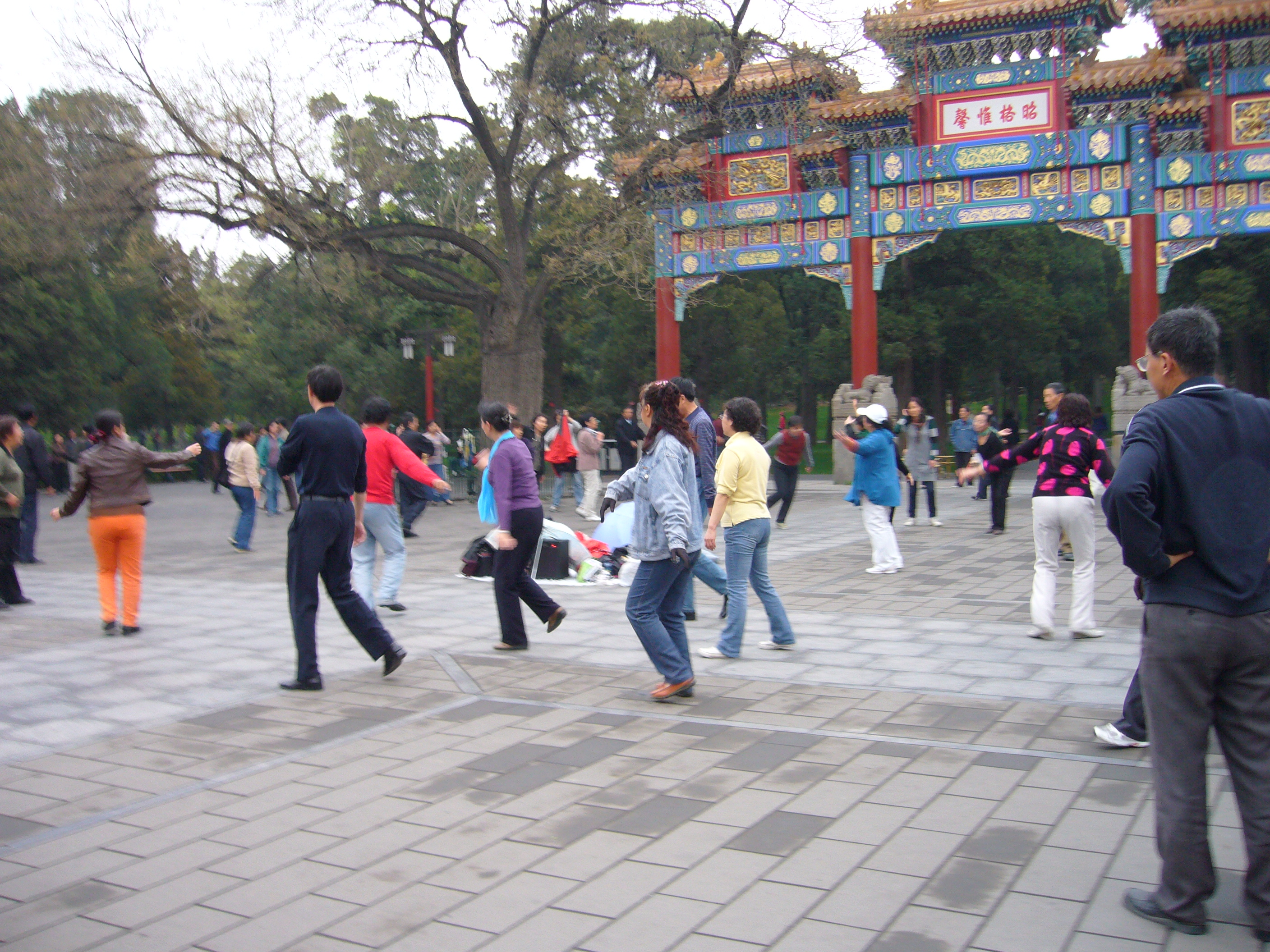
公園裡的開敞空間經常成為跳廣場舞的場地

广场舞对场地设施要求不高，一般选择在社区广场、公园等空地上进行。这类活动由于基本无可能涉及向公众传达特定议题，事实上是少数无须获得管制机构“批准”的活动。广场舞的舞种多，参与费用低，对于一般参与者也没技巧要求，因此在中老年群体中很受欢迎。中老年人对健康的科学认知程度并不高，但对体育锻炼和广场舞的认知情况良好。

## 健身效果
根据问卷调查与统计，练习广场舞能有效帮助中老年人预防和减少疾病的发生率，在生理上减轻了练习者的身体痛苦，进而在经济上减轻了中老年人的医疗负担。同时，通过长期练习广场舞，许多中老年受访者表示在心理上也更加健康。广场舞练习时多数情况下有指导员，但指导员专业水平不齐，无法对广场舞练习者的健康状况进行科学的分析与指导。

## 引发事件
- 2013年3月  南京雨花南路邓府山村小区，广场舞活动场地被泼粪。[11]
- 2013年4月  成都一小区住户向跳舞人群扔水弹。[11]
- 2013年8月  北京昌平区56岁的施某放出三只藏獒冲进跳舞人群，将跳舞大妈吓跑。[11]
- 2013年10月 武汉一小区内正在跳广场舞的人群也遭楼上业主泼粪。[11]
- 2013年11月 郑州郑汴路与未来路交叉口的一个小区，跳广场舞大妈遭到居民泼水警告。[11]
- 2014年3月  温州市中心新国光大厦业主委员会自发垫资26万元买来高音炮「还击」广场噪音。[12]
- 2014年4月  吉安市吉州区香榭丽都小区前面的街心花园，广场舞引发争议，街心花园被泼废机油、碎玻璃。[13]
- 2018年4月  澳門祐漢公園跳舞人群被附近居民以改裝氣槍掃射，有人受傷。[14]

## 评价

### 正面
有评论表示，广场舞风靡在中国大陆的风靡，改变了人们对汉族不能歌善舞的印象。2014年访问广州的悉尼市市长阁下有认为广场舞有助于激活城市公共空间，甚至考虑将之移植悉尼。

### 负面争议
广场舞主要存在噪声扰民的争议。广场舞的音乐设备声效分贝高，广场舞活动时间一长，对周围的住户和游客会造成噪声滋扰。而此类活动由于并无特别传播讯息的目的，亦非与城市风貌管制存在较大利益冲突，市政部门少有强力执法的诱因，使居民与广场舞参与者之间的矛盾愈演愈烈。2013年起“广场舞”、“广场舞大妈”等都成为网络搜索热门词汇。此外，大规模的广场舞被指可能加重社区不同群体间的矛盾，据媒体报道中国大陆各地的广场舞参与者因可能滋扰周边居民而且官方无作出必要措施，受困扰的居民多会以泼粪、藏獒饲养者放犬袭击、鸣枪恐吓、拉带刺铁丝网等以示不满。
2013年，武汉市、福州市、长沙市等地相继出现向广场舞场地被泼粪的事件。
2013年有华人大妈在纽约市日落公园跳广场舞，因周围居民投诉其制造噪音，被警察拘捕。2014年在莫斯科红场也被警察制止。
目前有昆明市公安局就广场舞可能扰民问题表示，如警员执法时屡次对对方警告无效，警方可以依据《中华人民共和国治安管理处罚法》第五十八条“违反关于社会生活噪音污染防治的法律规定、制造噪声干扰他人正常生活的、处警告，警告后不改正的、处二百元以上五百元以下罚款进行处罚。”条文对跳广场舞扰民者采取行动。
而在2018年4月3日上午，澳門祐漢公園有兩名58歲和66歲女性廣場舞參與者被附近居民以氣槍打傷，此事亦反映了廣場舞在港澳地區構成擾民的情況。另外，現場消息稱，20多日前曾有人持氣槍衝上祐漢公園舞台，開槍射向跳舞的大媽，導致兩人腳部受傷流血，又揚言不准她們佔地唱紅歌，事後有人被警方帶走調查。至於是次事件是否與上宗有關聯，有待警方進一步調查。事後，治安警察局派員到公園巡邏以及勸導公園使用者注意聲浪，遵守噪音管制時段及公園設施使用等規定。民政總署於事後決定撥出祐漢活動中心的多功能室，供大媽在室內進行唱歌跳舞，紓解附近居民受噪音困擾。其後亦派員於祐漢街市公園唱歌及跳舞的市民會面，並介紹祐漢活動中心的設施以及有關申請使用的方法，鼓勵市民使用活動中心進行唱歌及跳舞等活動，大部份人士態度積極，表示會嘗試轉換至活動中心，同時於公園增貼告示提醒市民，若產生滋擾噪音可能會被檢控。
广场舞也被某些人蔑称为绝经舞，品味低俗。